# Archäologisches Freilichtmuseum Groß Raden

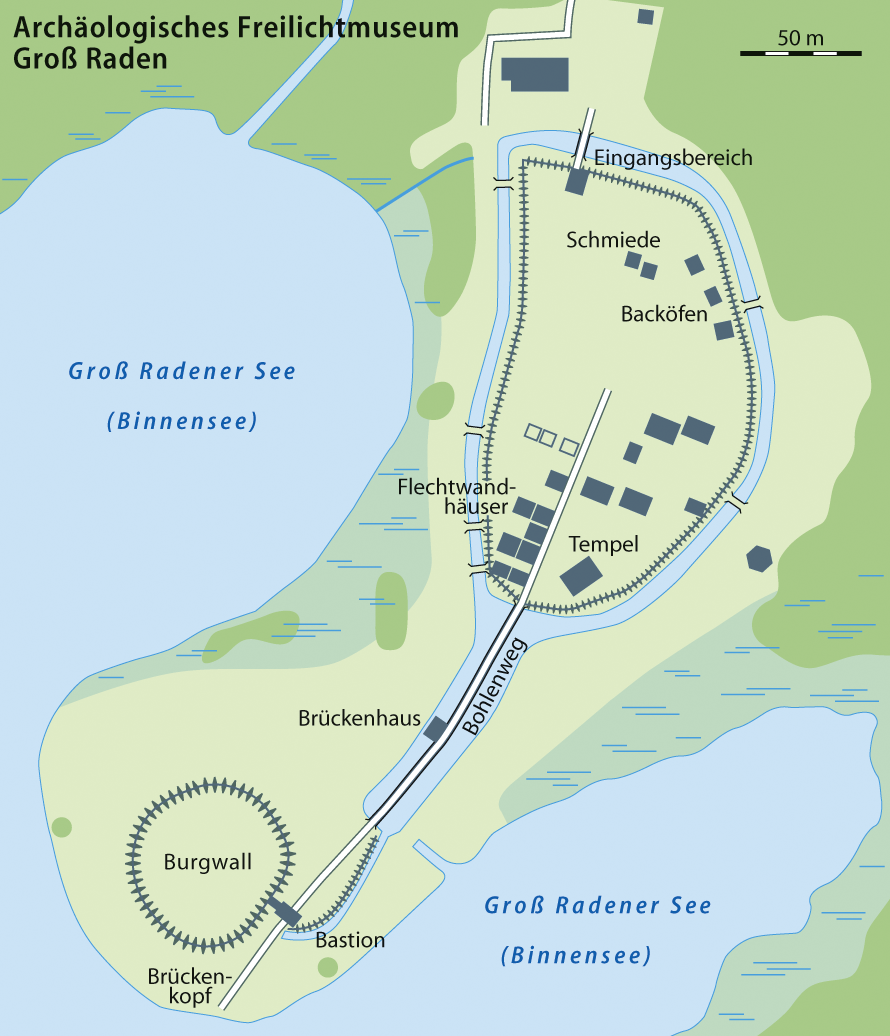
Karte des Freilichtmuseums Groß Raden

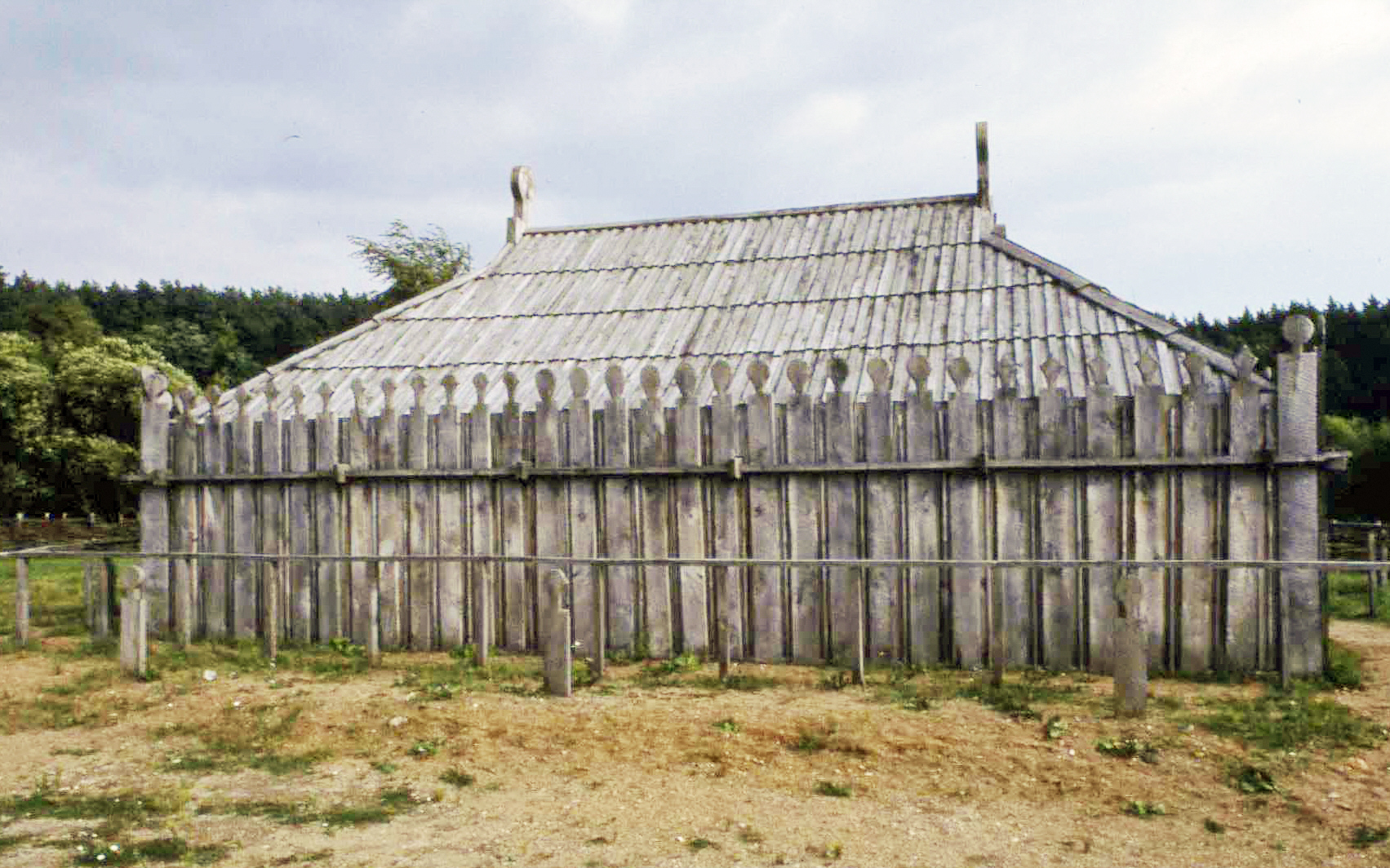
Slawischer Tempel

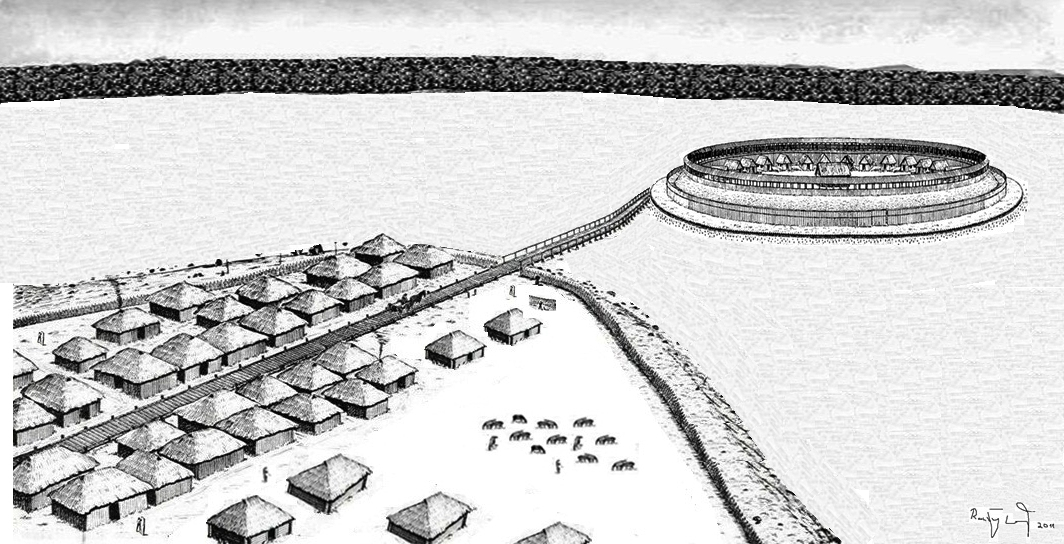
Rekonstruktionsversuch

Das Archäologische Freilichtmuseum Groß Raden liegt wenige Kilometer nördlich der Kleinstadt Sternberg und zirka einen Kilometer nordöstlich des Dorfes Groß Raden in Mecklenburg-Vorpommern im Bereich einer Niederung, die unmittelbar an den Groß Radener See grenzt. Auf einer vorgelagerten Halbinsel liegt der schon von weitem sichtbare kreisrunde Burgwall mit einem Durchmesser von 50 Metern. 1973 bis 1980 fanden hier unter Leitung von Ewald Schuldt umfangreiche Ausgrabungen statt, in deren Verlauf Reste einer slawischen Siedlung des 9. und 10. Jahrhunderts freigelegt wurden. Die Burganlage wurde anhand der Ausgrabungen rekonstruiert und als Archäologisches Freilichtmuseum eingerichtet. Dabei wurden auch Befunde der Slawenburg Behren-Lübchin verwendet.

## Geschichte
Ewald Schuldt hatte seit 1973 umfangreiche Untersuchungen in der altslawischen Siedlungskammer am Sternberger See mit den Burgen Groß Raden, Groß Görnow und der Sternberger Burg durchgeführt. Nach Abschluss der Grabungen begann er, in Groß Raden ein Archäologisches Freilichtmuseum Groß Raden zu bauen, das auf den dortigen Ausgrabungen beruhen sollte. Ewald Schuldt besorgte die Vorlagen für die Errichtung des Museumsgebäudes, gab die Modelle in Auftrag und erstellte das Konzept für die Ausstellung sowie die Unterlagen für die zu errichtenden Bauten im Freilichtteil; er beschaffte durch seine guten Beziehungen zum Rat des Kreises und zum Rat des Bezirkes auch viele der notwendigen Materialien. 1984 wurde der Grundstein für das Museumshaus gelegt.
Die Eröffnung des Museums „Altslawischer Tempelort Groß Raden“ fand am 13. Mai 1987 in Anwesenheit des stellvertretenden Ministers für Hoch- und Fachschulwesen Gerhard Engel statt. Sie sollte ein Lehrbeispiel für die slawische Kultur im Mecklenburger Raum sein.
Ewald Schuldt erlebte noch die Einweihung des Museums, doch wenige Tage später starb er nach einer langjährigen, unheilbaren Krankheit am 1. Juni 1987 im Alter von 73 Jahren.
Nach dem Tode Schuldts übernahm Horst Keiling die Leitung des Museums. Nach der Wende in der DDR wurde das Museum abgewickelt und zunächst durch einen Förderverein getragen. Inzwischen wird das Museum vom Landesamt für Kultur und Denkmalpflege Mecklenburg-Vorpommern betrieben. Die Dauerausstellung ist 2015 durch den Archäologen Fred Ruchhöft überarbeitet und auf den neuesten Forschungsstand aktualisiert worden.

## Vorgängerbauten im näheren Umfeld
Bereits im 7. Jahrhundert bestand etwa drei Kilometer westlich von der rekonstruierten Anlage eine frühslawische Burganlage im Bereich des Naturschutzgebiets Durchbruchstal der Warnow und Mildenitz. Diese Sternberger Burg lag zwischen den Flüssen Mildenitz und Warnow im Bereich ihres Zusammenflusses. Erbauer dürften die Träger der sogenannten Sukow-Szeligi-Gruppe gewesen sein, die zu den ersten slawischen Einwanderern im Gebiet des heutigen Deutschland zählen.
Auf einem Höhenrücken nördlich dieser Burg wurde etwas später die Burg von Groß Görnow von neuen, ebenfalls slawischen Einwanderern erbaut. Diese neuen Einwanderer werden aufgrund von Keramikfunden der Feldberger Gruppe zugerechnet. Im 9. Jahrhundert folgte schließlich die Slawenburg Groß Raden auf einer Insel im Sternberger See.

## Die Wallburg Groß Raden

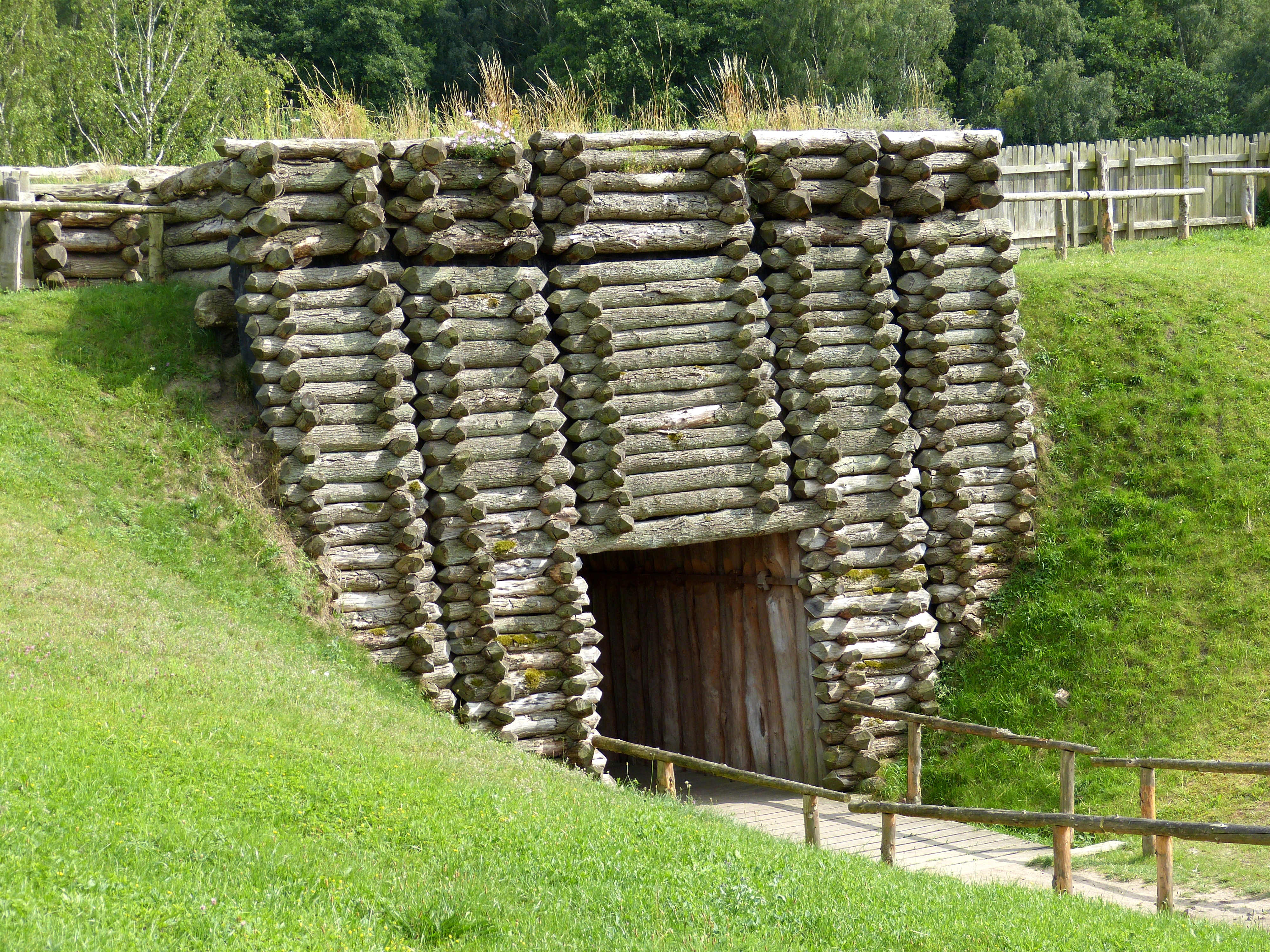
2009 rekonstruiertes Tunneltor (Wallinnenseite)

Schuldt teilte die Befunde in zwei Bauphasen ein: eine befestigte ältere Siedlung, die etwa in der zweiten Hälfte des 9. Jahrhunderts angelegt und nur wenige Jahrzehnte später zerstört wurde, sowie eine kurz darauf errichtete zweite Siedlung. Mit einer Fläche von 7000 m² wurde nahezu die Hälfte des besiedelten Geländes ausgegraben. Dabei stießen die Archäologen auf gut erhaltene Befunde, da das Siedlungsgelände jahrhundertelang ausschließlich als Weide genutzt worden war. Außerdem waren infolge des extrem hohen Grundwasserspiegels organische Materialien sehr gut erhalten, sodass ein großer Teil der hölzernen Bauelemente in situ angetroffen wurde.
Die Ausgrabungen zeigten auch, dass sich die topografischen Verhältnisse infolge kontinuierlicher Verlandungsprozesse seit der slawischen Besiedlung entscheidend verändert hatten. So existierte die heutige Halbinsel vor 1000 Jahren noch nicht. Der Burgwall lag vielmehr auf einer vorgelagerten Insel, die nur durch eine Brücke mit der Siedlung auf der damals sehr viel kleineren Halbinsel verbunden war. Die besiedelte Halbinsel war sowohl durch einen 4,5 Meter breiten Sohlgraben als auch durch eine einreihige Palisade mit Wehrgang geschützt. Den einzigen Zugang bildete ein 2009 rekonstruiertes Tunneltor mit Brücke. In den ersten Jahrzehnten bestand die Hauptsiedlung vermutlich aus etwa 40 eng nebeneinander stehenden Häusern. Diese wiesen mit einer Grundfläche von 4 × 5 Metern, einfachem Sandfußboden und einer Herdstelle eine nahezu identische Bauweise auf.
Isoliert im südöstlichen Teil der Halbinsel liegt ein etwa 7 × 11 Meter großes Gebäude aus breiten Eichenbohlen. Ob dieses Gebäude überdacht oder oben offen war, ist unklar. Nach den Opferspuren, den menschenkopfähnlichen Stelen, den sogenannten Kopfbohlen, und der besonderen Lage der Anlage zu schließen, dürfte es sich wohl um einen Umgangstempel oder ein Heiligtum der hier ansässigen slawischen Bevölkerung des Warnower Stammes gehandelt haben. Auf den freien Flächen zwischen den Gebäuden und der Palisade fanden vermutlich regelmäßig Märkte und Versammlungen statt.

## Niedergang der Wallburg
Um das Jahr 900 wurde die Siedlung vollständig zerstört. Darauf weisen deutliche Brandspuren hin, vor allem im Bereich der Palisade und des Eingangstores. Auch das Heiligtum blieb nicht verschont. Die Siedlung wurde danach schnell wieder aufgebaut, allerdings errichtete man die Häuser diesmal in Blockbauweise. Mit Grundflächen bis zu 45 m² waren sie auch deutlich größer als die älteren Flechtwandhäuser. Der Standort des zerstörten Tempels blieb unberührt, das Heiligtum selbst wurde in völlig anderer Konstruktion auf die Insel verlegt. Zu seinem Schutz legte man einen kreisrunden, 10 Meter hohen Burgwall mit einem Innendurchmesser von 25 Metern an. Als zusätzliche Absicherung wurde auf der Brücke auf halbem Weg zur Tempelburg ein Kontrollposten in Form eines Torgebäudes errichtet.
Am Ende des 10. Jahrhunderts wurde die Siedlung endgültig aufgegeben, nachdem es vermutlich erneut zu Zerstörungen gekommen war. Die Gründe der Zerstörung sind nicht eindeutig, immerhin erscheint ein Zusammenhang mit einem für das Jahr 995 historisch überlieferten Feldzug Otto III. gegen die in Mecklenburg ansässigen Slawen denkbar.

## Impressionen

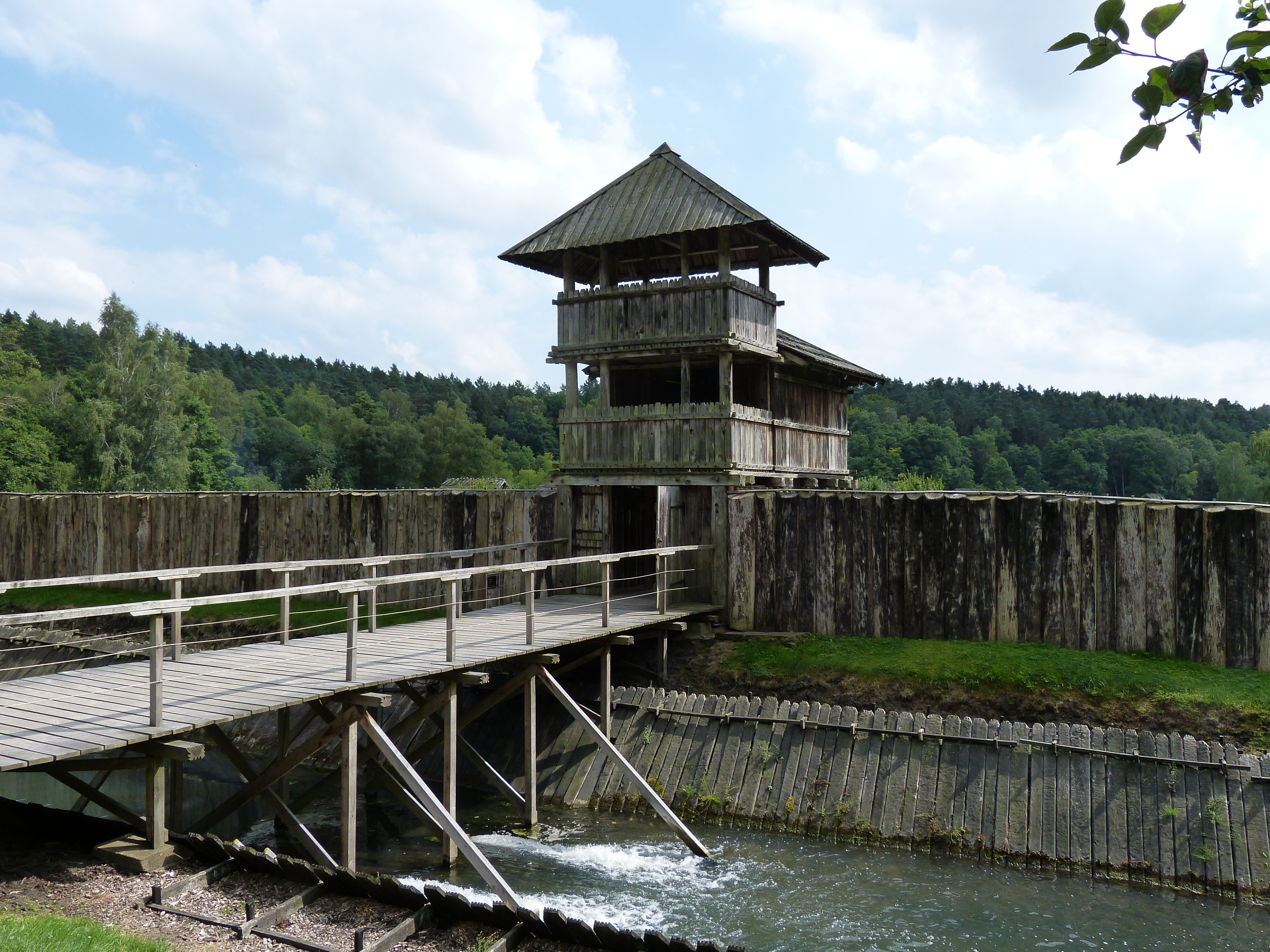
Torhaus mit Brücke, Wall und Graben
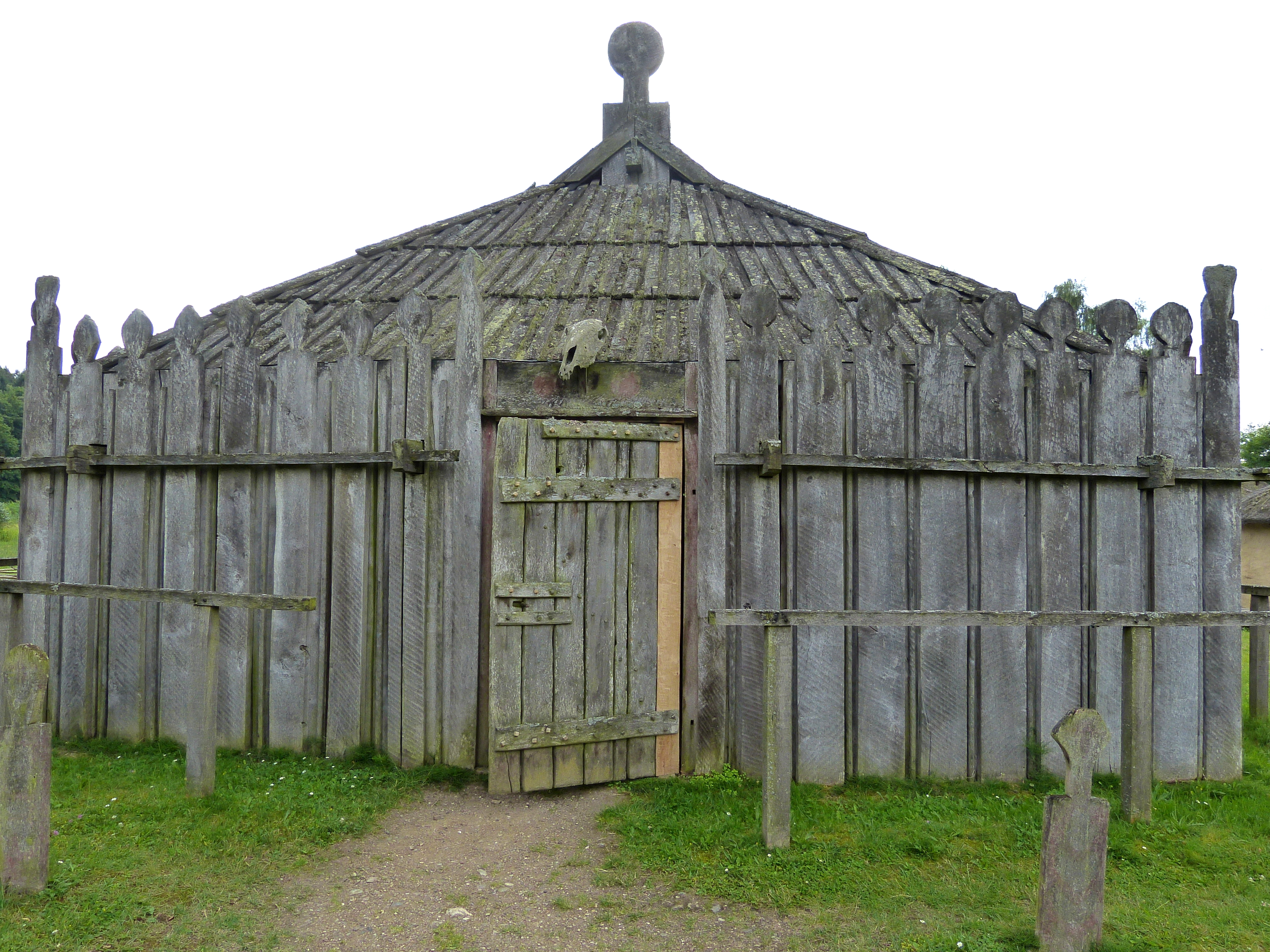
Rekonstruierter Tempel (Fassade)
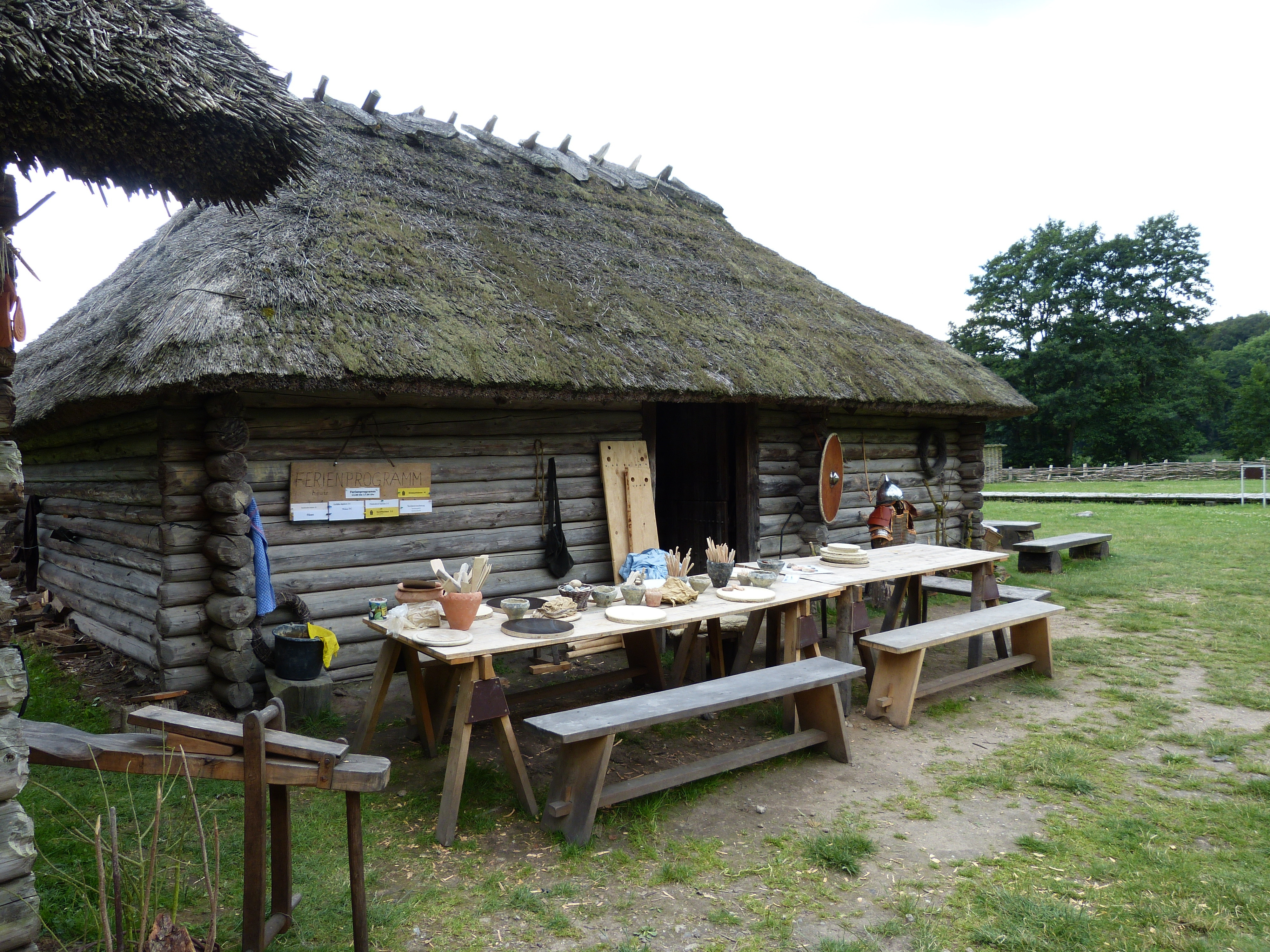
Blockhaus mit Strohdach
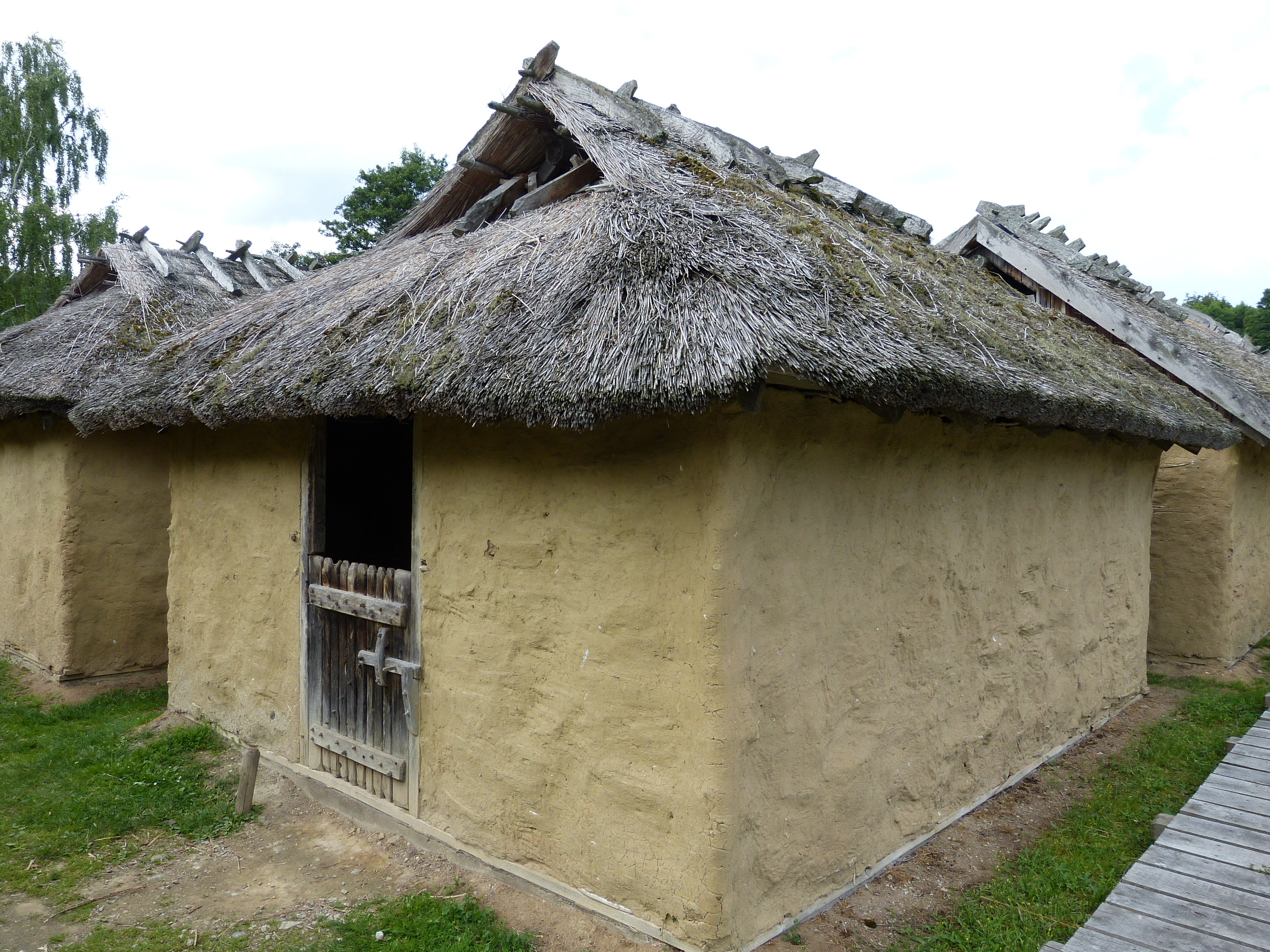
Haus mit lehmbeworfenen Flechtwänden und Strohdach
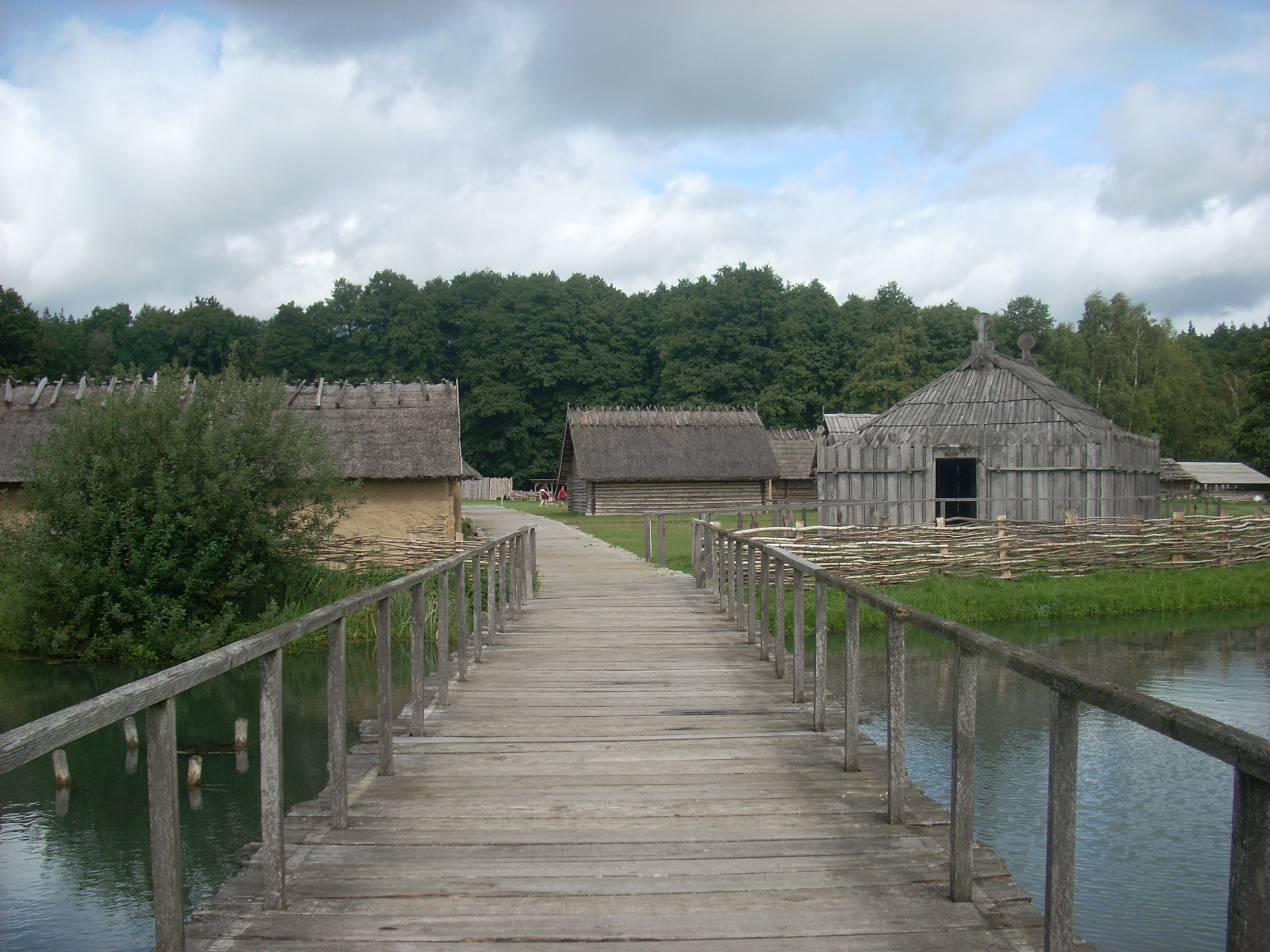
Siedlung im Jahr 2008
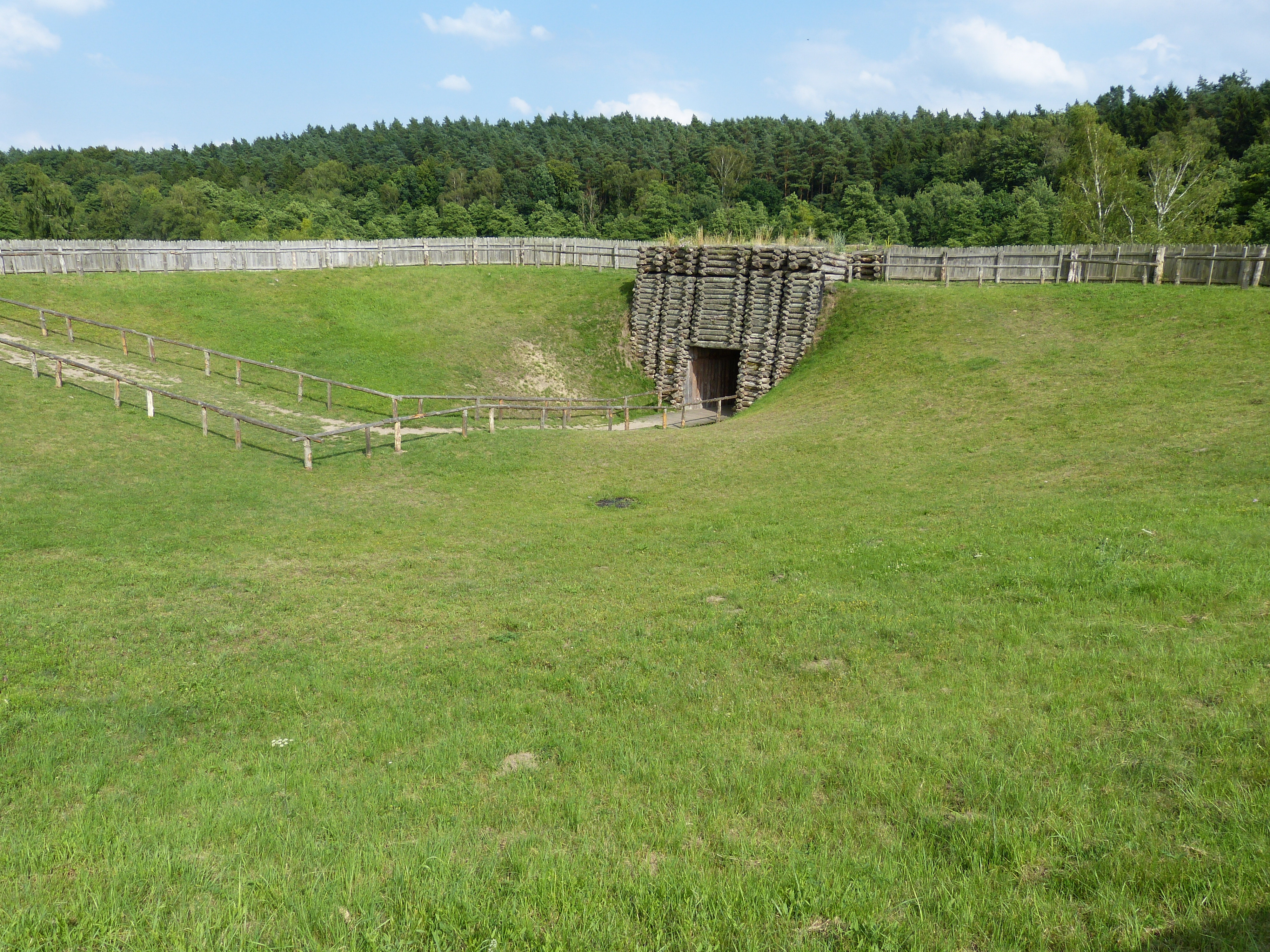
Ringwall (Innenansicht)
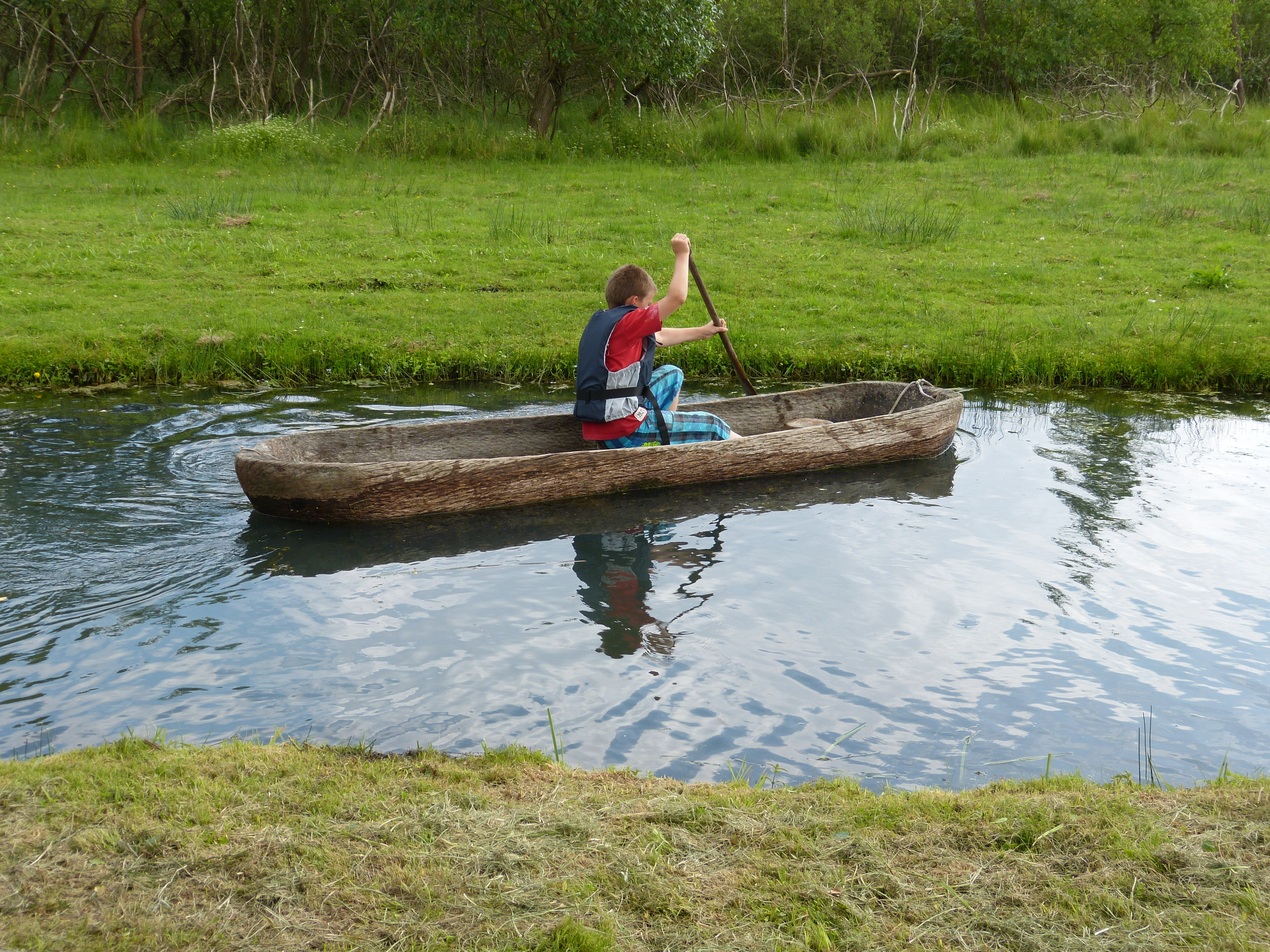
Einbaum
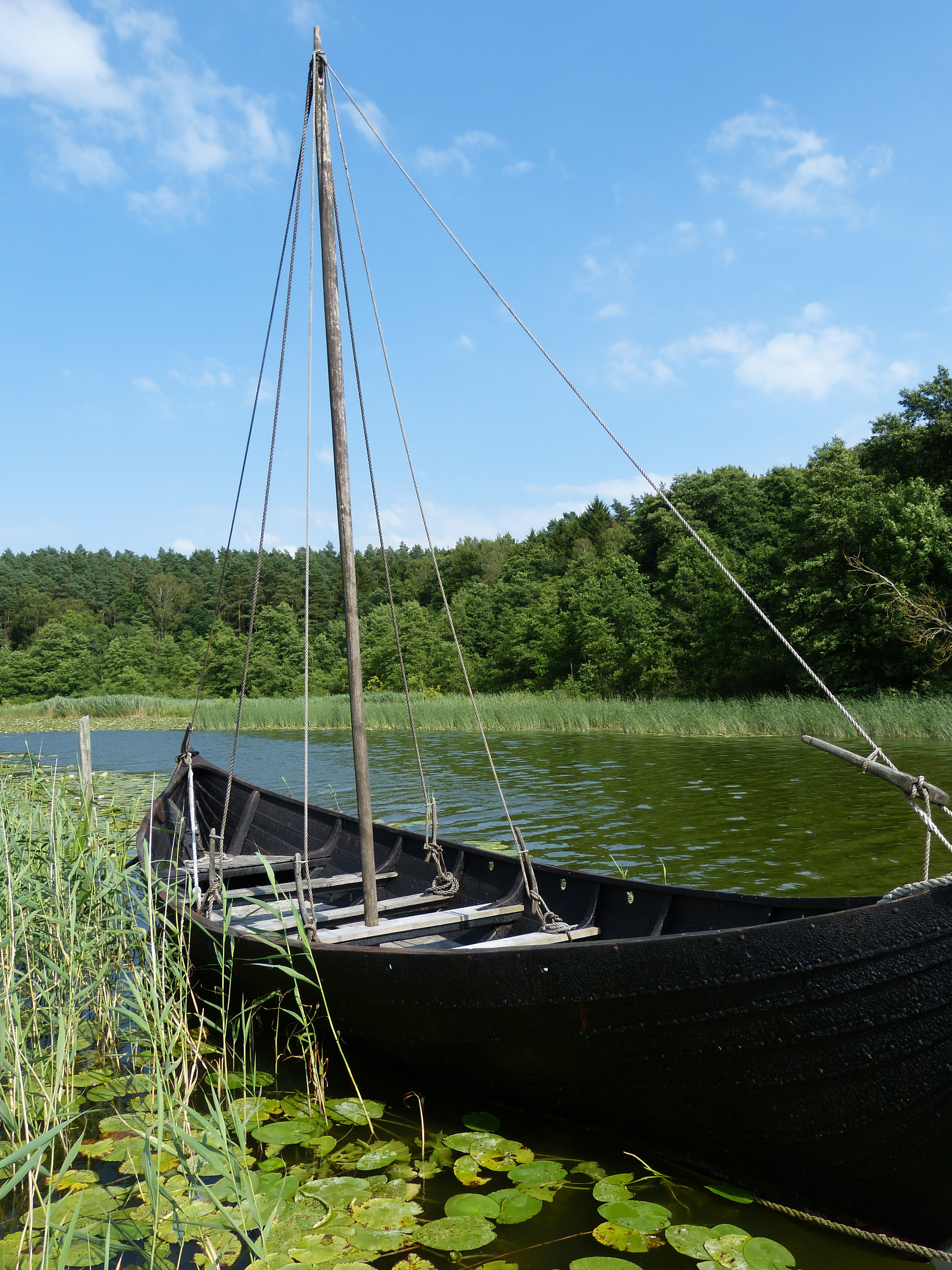
Mittelalterliches slawisches Boot - Rekonstruktion
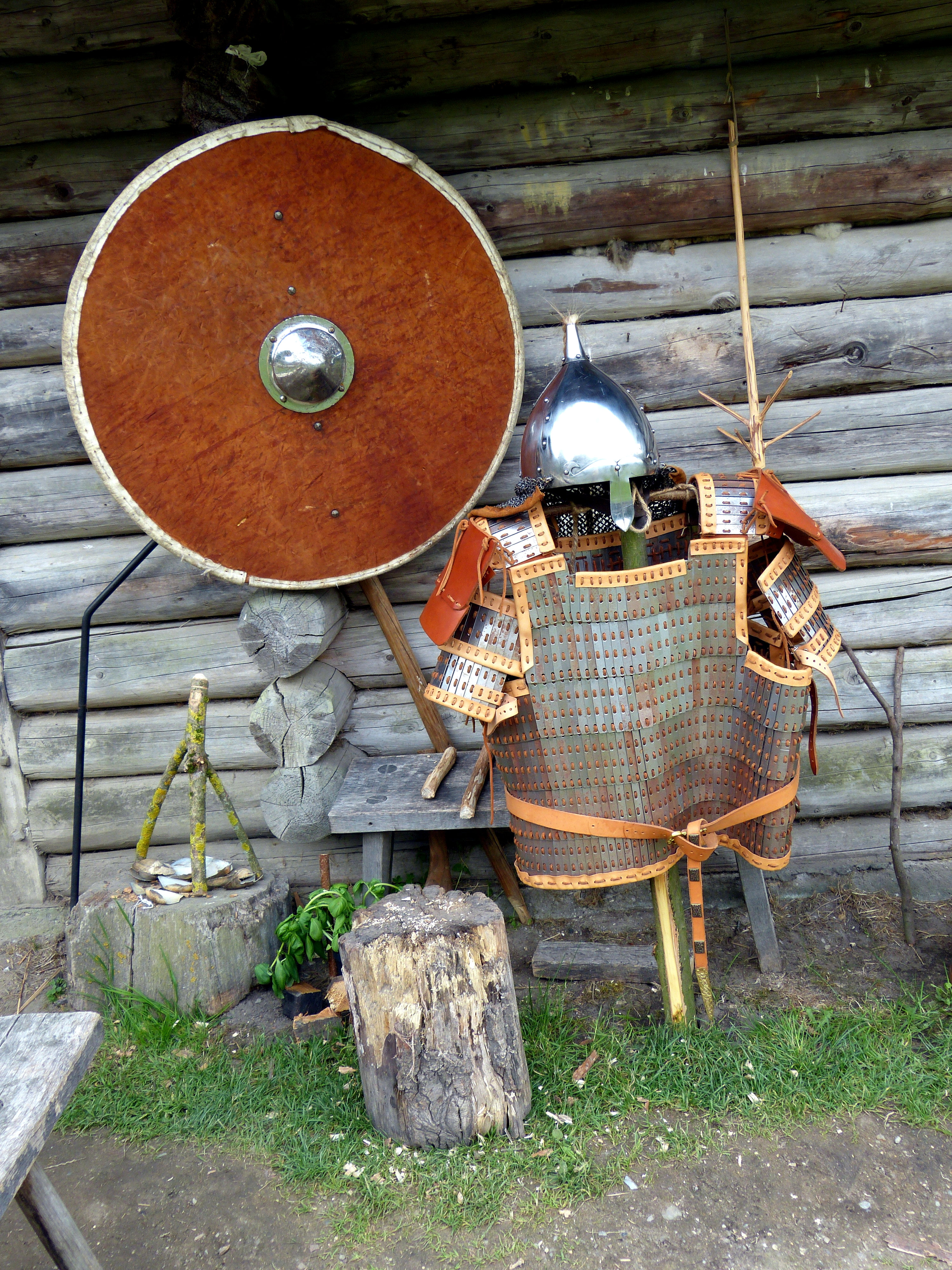
Slawenrüstung aus dem Mittelalter
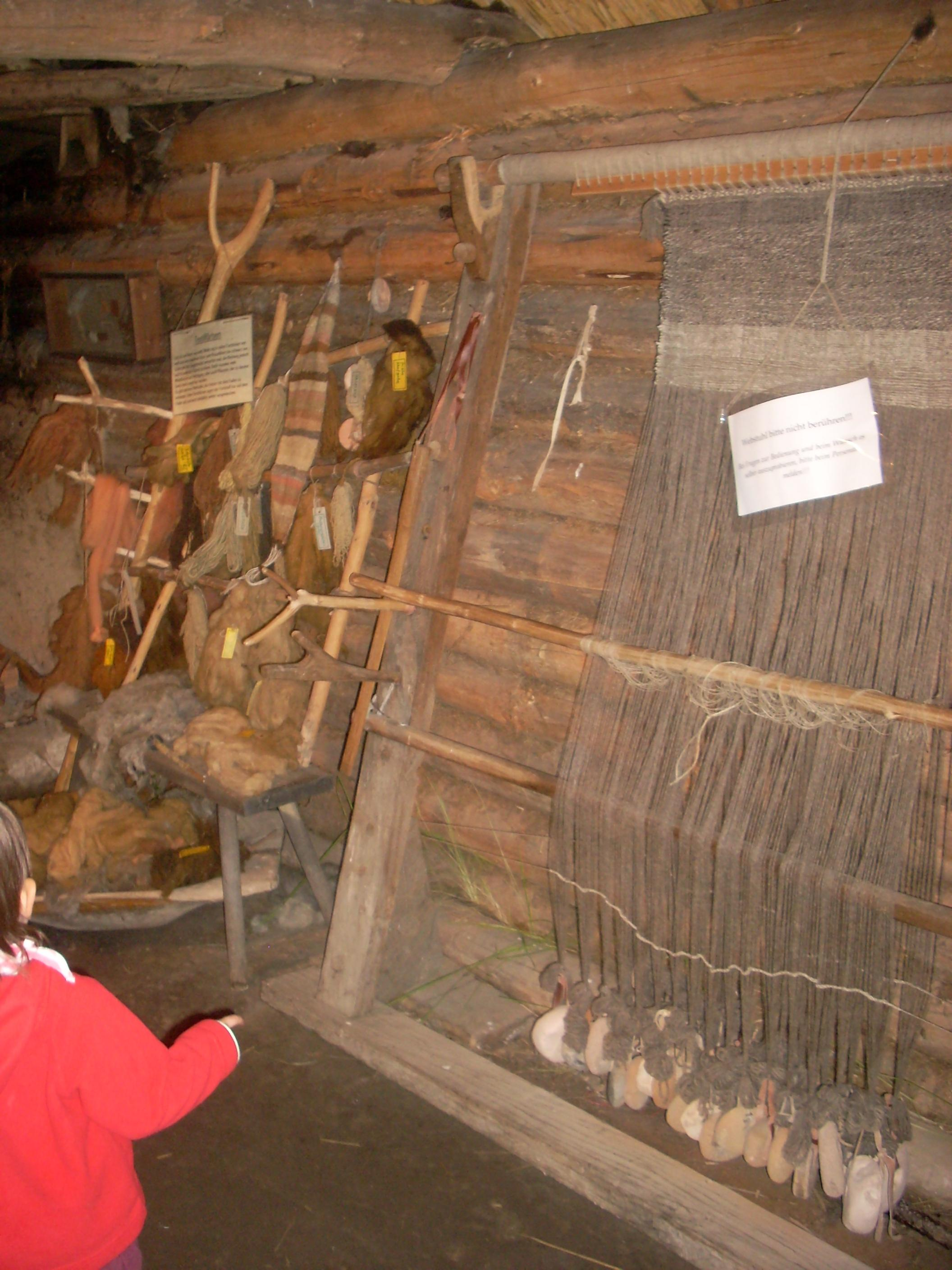
Ausstellungsraum